# Église méthodiste presbytérienne du pays de Galles

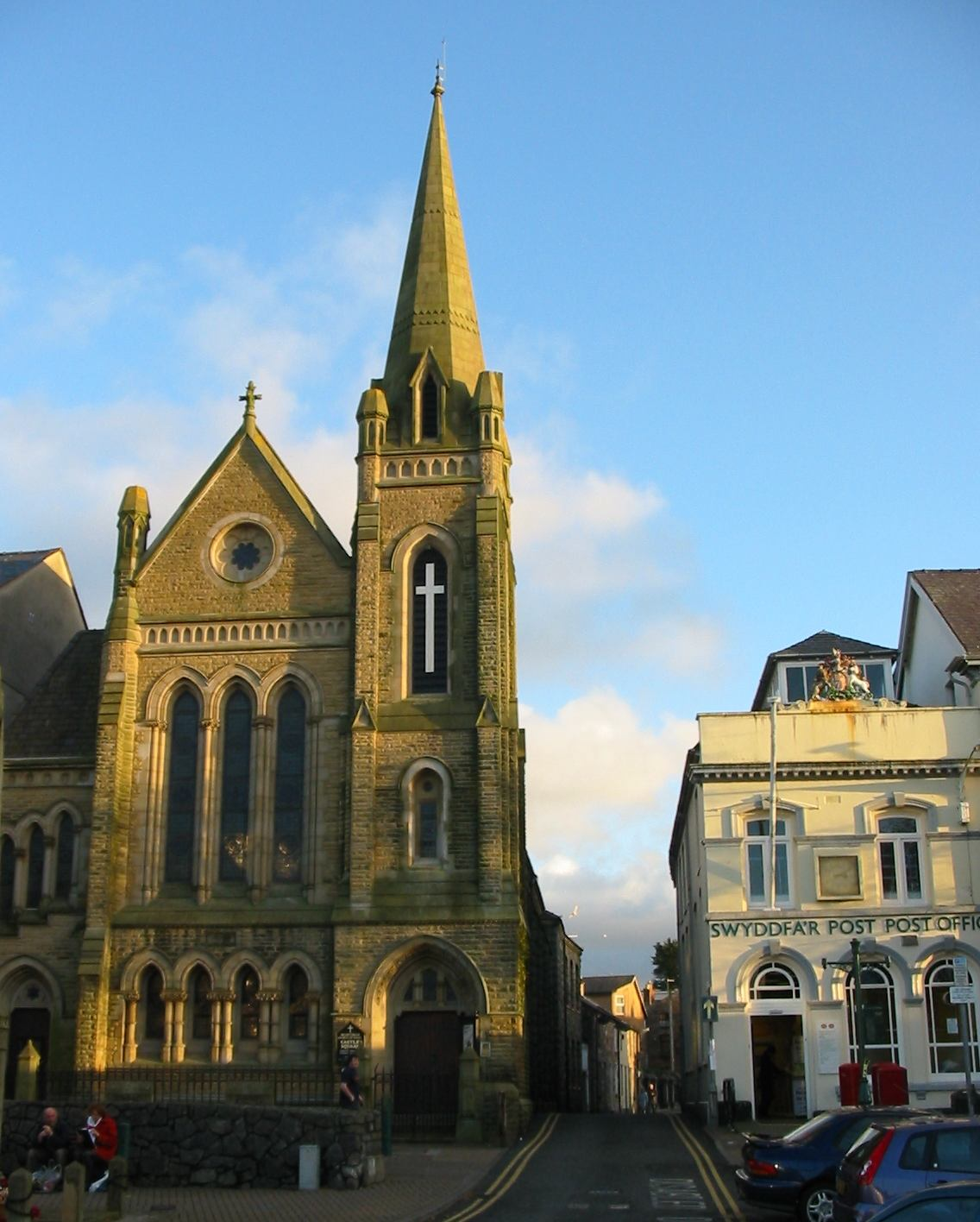
Église presbytérienne de Caernarfon.

L’Église presbytérienne du pays de Galles (gallois : Eglwys Bresbyteraidd Cymru), aussi connue sous le nom d'Église méthodiste calviniste (Yr Eglwys Fethodistaidd Galfinaidd) ou d'Église méthodiste presbytérienne du pays de Galles, voit le jour au XVIIIe siècle et fait sécession de l'Église d'Angleterre en 1811 grâce à Howell Harris. Il se forme officiellement en un corps séparé en 1823 avec l'élaboration de sa Confession de foi et celui-ci publie son propre mensuel, Cenhadwr Y . Il se distingue de la théologie méthodiste de John Wesley par la nature de sa théologie calviniste. À l'heure actuelle, l'Église presbytérienne du pays de Galles compte environ 30 000 membres répartis dans environ 700 églises.
La plupart de ces églises se trouvent au pays de Galles, mais, en raison de forts liens historiques qui unissent certaines villes du pays de Galles à des villes d'Angleterre, on trouve des églises galloises à Londres, Manchester, Birmingham et Liverpool. Les bureaux du siège central sont situés à Cardiff, Merthyr Road (Whitchurch).

## Église presbytérienne galloise présentes dans le monde
Des églises presbytériennes galloises ont été construites à Liverpool (cathédrale de Toxteth), à Los Angeles (la Welsh Presbyterian Church, enregistrée sur la liste des monuments historico-culturels du Wilshire et du Westlake), à Colombus dans l'Ohio, et à Plana, dans le Dakota du Sud.

## Corps affiliés à l'Église presbytérienne du pays de Galles
- Cytûn - Churches Together in Wales
- Churches Together in Britain and Ireland
- Conference of European Churches
- World Alliance of Reformed Churches
- World Council of Churches